# Squirrel (canal de televisión)
Squirrel es un canal de televisión abierta propiedad de Squirrel Media, que emite por uno de los dos canales que la Sociedad Gestora de Televisión Net TV, empresa de la que Squirrel Media posee el 75% del capital social, tiene en el ámbito de la Televisión digital terrestre en España. Se trata de un canal de entretenimiento cuya programación se basa en la emisión de cine y series, además de docu-realities y programas de temas náuticos e hípicos (estos dos últimos procedentes de Nautical Channel y Horse TV, canales temáticos de los que es dueña Squirrel Media).

## Historia
El 27 de noviembre de 2024, The Walt Disney Company Iberia anunció que, a partir del 7 de enero de 2025, Disney Channel cesaría sus emisiones en TDT y en los operadores de pago, debido a la falta de nuevos acuerdos con la Sociedad Gestora de Televisión Net TV. No se reveló inicialmente qué canal lo reemplazaría. Sin embargo, a las 00:00 del 7 de enero de 2025, tras el cese de las emisiones de Disney Channel, comenzó a emitir Squirrel, propiedad de Squirrel Media, el tercer operador televisivo en España que, además, tiene presencia en más de cien países en diversas áreas comunicativas y diversos medios como NET TV, BOM Cine, BOM Radio, BOM Channel, Horse TV, Nautical Channel o CanalDeporte. El lanzamiento de Squirrel incluyó una breve promoción que anunciaba la llegada del canal, cuyo contenido se centraría en el cine. La primera película que transmitió fue Love Happens.
El 30 de enero de 2025, Orange TV y Vodafone TV incorporaron el canal a su oferta básica de televisión, convirtiéndose en las primeras plataformas de pago en añadirlo.
Poco después, aparte de cine, se añadieron programas de temas náuticos e hípicos procedentes de otros canales temáticos de la empresa Squirrel Media (Nautical Channel y Horse TV). Del mismo modo, desde el 5 de mayo de 2025, comenzó a emitir series como Cuéntame cómo pasó desde el principio o programas como Un país para comérselo, al ser dueños de la productora de la serie y el programa (Ganga).

## Programación
Squirrel, disponible en TDT y en las principales plataformas del país, emite más de diez películas al día con títulos nacionales e internacionales, clásicos y actuales, y de todo tipo de géneros. De este modo, la propuesta de Squirrel refuerza la oferta de cine en abierto en España, un segmento en el que ya destacan Be Mad y Paramount Network. Además, emite también espacios de náutica e hípica, así como las series y programas Cuéntame cómo pasó, Un país para comérselo y Ochéntame otra vez.

## Audiencias
| Año  | Enero | Febrero | Marzo | Abril | Mayo | Junio | Julio | Agosto | Septiembre | Octubre | Noviembre | Diciembre | Media anual |
| ---- | ----- | ------- | ----- | ----- | ---- | ----- | ----- | ------ | ---------- | ------- | --------- | --------- | ----------- |
| 2025 | 0,5%  | 0,9%    | 0,9%  | 0,9%  | 0,9% | 0,9%  | 0,9%  |        |            |         |           |           |             |